# Stade Moulay Hassan
Le stade Moulay Hassan (en arabe : ملعب مولاي حسن) est un stade de football situé à Rabat, Maroc.
Il accueille les rencontres du Fath Union Sport de Rabat qui évolue en Botola 1.

## Histoire
Le stade a été entièrement rénové en 2012.